# Ивановское (Пермский край)
Ивановское — село в Ильинском районе Пермского края России. Административный центр Ивановского сельского поселения.

## География
Село расположено в 32 км от города Чермоза, в 35 км от районного центра п. Ильинский, в 81 км от ближайшей железнодорожной станции Григорьевская (Свердловская ЖД) и в 110 км от Перми. Через село проходит асфальтированная муниципальная автодорога Ильинский-Чермоз.
Река Чермоз разделяет село на 2 части, основная часть села расположена на правом берегу реки. С запада село огибает река Гетчер, правый приток Чермоза. На северо-западе села находится река Роман-Шор, левый приток Чермоза. Северней села расположены заболоченные старицы р. Чермоз и заливные луга. На востоке села протекает река Сандриковская, а на юге проходит автодорога Чермоз-Ильинский и расположено кладбище.
Почва в районе села дерново-подзолистая.
Вокруг с. Ивановского расположены деревни: Сенино, Коняево, Орешково, Сырчики, Старое Тяпугино, Тяпугино, Викулята.

## История

### Первое упоминание и история до переименования
Впервые упоминается в письменных источниках с 1747 года. Предполагается, что первоначальное поселение, носившее в то время название «починок Коробовской», было основано коми-пермяками Коробовами. Затем поселение упоминается как деревня «Коробова», встречается также вариант названия «Коробовщина». Также название деревни связывают в тем, что жители поселения плели короба из прутьев черёмухи.
Вначале Коробовское принадлежало помещикам Строгановым, во 2-й пол. XVIII в. перешло в руки помещиков Лазаревых. Владельцем стал дворянин и предприниматель И.Л. Лазарев. Развитию поселения очень помогла дорога, шедшая на завод в Чермоз. По ней везли лес, дрова, древесный уголь, сельхозпродукцию.
В конце XVIII - начале XIX века вокруг Коробовского появились и другие поселения - Сенино и Орешово, а также ныне не существующие деревни Боровские, Пашня, Городки, Сандриково, Сива, Туланово. До революции вокруг села существовали и ныне исчезнувшие населенные пункты - Бутыли, Халдино, Нижний Романшер и другие.
В первой половине XIX века в деревне Коробово уже имелась мукомольная мельница, лесопилка на реке, часовня и кладбище. В 1851 году была построена, а 23 июня 1851 года освящена церковь Ионна Предтечи (ранее - Васильевская). В этом же году деревня становится селом и переименовывается в Ивановское, в память о погибшем 6-летнем сыне помещика Христофора Е. Лазарева — Ивана Христофоровича. Вокруг новой церкви был образован Ивановский приход.

### До революции
С 1861 года Ивановское становится центром Ивановской волости Соликамского уезда. Здесь открывается волостное правление. В это время здесь уже есть фельдшер и сельское кладбище. В 1872 году было открыто 1-классное Ивановское мужское училище, с этого года ведёт свою историю народное образование села Ивановское.
В 1895 году в селе насчитывалось 39 дворов и 196 жителей. Тогда в селе находились: деревянная православная церковь (1851 г.), волостное правление, земская почтовая станция, хлебозапасный магазин, 3 торговых и 1 казенная винная лавка, лесопильная фабрика и мукомольная мельница. Занятия жителей, помимо землеведения, представляли собой заготовку леса, дров и угля для Чёрмозского завода.
В этом же 1895 году открыто земское училище, при нём в 1908 году открыта школа грамоты, и в 1910 — начальная церковная школа с первого по четвёртый класс. 1898 году открыта церковно-приходская школа.
В 1901-1903 гг. в Ивановской волости работало 17 промыслов кустарей - 10 кузнечных, 5 синильных, 1 кожевенный и 1 смолокуренный.
В 1904 году в селе было 50 дворов и проживало 246 человек (119 мужчин и 127 женщин). 
В 1909 году в селе уже существовал фельдшерский пункт, было 50 дворов и 270 человек (130 мужчин и 140 женщин).
Не позднее 1910 года в селе появляется сельская пожарная дружина.

### Революция и гражданская война
В начале XX века в селе выросло имущественное неравенство. Это вызвало поддержку бедноты Ивановского к новой советской власти. В 1917 году была закрыта церковная школа. Вместо нее, в 1918—1921 гг. была открыта школа 1 степени в 4 класса (сейчас в этом здании ДК). 
Полгода, с небольшим перерывом, с 31 декабря 1918 года по 30 июня 1919 года село было под властью белогвардейских войск Колчака. После падения советской власти в Ивановском, в январе 1919 года колчаковцы захватили Каргино, что находилось на западе от Ивановского. Линия фронта с Красной армией проходила рядом с деревней. Красные пытались отбить село 13 раз, но 1,5 тысячный отряд белых занял удобную высоту и не давал пройти на восток. Только 9 марта 1919 года в Каргино установили советскую власть, а позднее и в Ивановском.
В 1918-1919 гг. был белогвардейцами был расстрелян первый председатель Ивановского волостного исполкома (Ивановского совета депутатов) Василий Михайлович Тудвасев. Первым председателем Ивановского волостного комитета партии был Иван Фоттеевич Коняев. Он также был расстрелян белогвардейцами в январе 1919 года.
После гражданской войны началось восстановление села и создание новых административных единиц. В 1924 году был создан Ивановский сельсовет, входивший Чермозский район Пермского округа Уральской области РСФСР. В селе был открыт клуб и почта. В 1926 году в Ивановском сельсовете проживало 2150 человек.
7 июня 1928 года кулаками был зверски убит секретарь Ивановской партийной ячейки (в 1923-1928 гг.), селькор и организатор Ивановского ТОЗа Александр Михайлович Аликин. Очерк о тех событиях, в частности, написал Фрол Куликов - бывший секретарь Ивановской комсомольской ячейки в 1927-1928 гг. 
В июне 1929 г. в Ивановском был основан колхоз имени Аликина. 
В 1930 году фельдшерских пункт был преобразован в Ивановскую участковую больницу. В этом же году Чермозский район с Ильинским сельсоветом после упразднения Пермского округа перешел в подчинение Уральской области. В 1934 году Чермозский район вошел в состав Свердловской области.
В 1935 году была открыта семилетняя школа, начальные классы учились в доме священника при церкви, средние — в здании школы. В 1938 году Чермозский район вошел в состав Пермской области ( 1940-1957 годах область называлась Молотовской).
В том же 1938 году, 3 февраля, была закрыта церковь. Оно сначала пустовало, потом тут появился клуб, а затем - склад.
В 1941—1943 гг. в село были эвакуированы московские ученики школ № 115 и 125 в количестве 100 детей и 16 сотрудников.
После войны жители Ивановского сельсовета, в том числе, были заняты и на лесозаготовительных работах, также как и до войны. Лес снабжал топливом завод. Так, в 1945 году в Каргинском сельсовете появился поселок, названный позднее Новым. Леспромхоз работал и после ликвидации Чермозского металлургического завода. Работы продолжались до 2010 года.
14 марта 1951 г. колхоз имени Аликина был укрупнен за счёт тяпугинского «Путь к социализму» и коняеевского «Новая жизнь». Происходит развитие овощеводства, полеводства, овцеводства, производства молока, мяса, шерсти. В колхозе имелась своя кормовая база. В колхозе Аликина построили конный двор и маслозавод.
В апреле 1954 года началось наполнение Камского водохранилища. В 1956 году Камская ГЭС была введена в эксплуатацию. Это усилило важность дороги, на которой стоит Ивановское. Ведь основная дорога до города Чермоз была затоплена. На момент пуска в 1956 году последних гидроагрегатов Камская ГЭС была второй по мощности гидроэлектростанцией в СССР, уступая лишь Днепрогэсу.
4 ноября 1959 года Чермозский район был упразднен, село перешло в состав Ильинского (Пермско-Ильинского) района.
В 1960-х в селе существовал радиоузел.
В 1963 году впервые был выпущен 8 класс, а в 1964 году школа переехала в новое здание (сейчас там детский сад). В 1963 году в селе проживало 380 человек, а в 1969 - 402 человека. 
В 1974 году открылась средняя школа, появился 9 класс. При Хрущеве и взятым им курсе на ликвидацию ЛПХ в колхозах, многие стали уезжать из поселений Ивановского сельсовета. В период Брежнева многие деревни запустели и были заброшены, в частности, из-за политики развития центра колхоза, а не "рядовых" деревень.
В 1981 году в селе насчитывалось 423 жителя. В 1988 году здесь появилась гравийная дорога. В 1990 году здесь проживало 486 человек.

### Наше время
В 1990 году начался ремонт обветшавшей церкви. 14 мая 1996 года церковь полностью сгорела. 7 июля 2001 года рядом установили поклонный крест.
В 1990-х годах колхозы распались на КФХ, которые также недолго просуществовали и обанкротились.
В 1993 году в селе проживает 480 жителей.
В 2000 году было построено новое кирпичное двухэтажное здание для средней школы. 
В 2003 году гравийная дорога получила асфальт.
С 2004 года село является центром Ивановского сельского поселения, в состав которого включили и бывший Каргинский сельсовет.
При ликвидации Ильинского района и создании Ильинского городского округа было ликвидировано Ивановское сельское поселение. Его территория вошла в состав бывшего Сретенского сельского поселения, которое переименовали в Сретенский территориальный отдел Ильинского городского округа, 
В конце 2010-х годов в селе появилась первая сотовая вышка.
В апреле 2018 года решили восстановить церковь. К 2019 году было расчищено место под строительство от руин старой церкви, срублен сруб и получено благословение от епископа на оформление участка. В 2019-2020 гг. был поставлен сруб. В 2021 году началось строительство алтарного помещения.
В 2020-2021 году был произведен капитальный ремонт здания ДК 1918 года.

## Население
| \| 1869 \| 1895 \| 1904 \| 1909 \| 1926 \| 1990 \| 1995 \| \| ---- \| ---- \| ---- \| ------- \| ---- \| ---- \| ---- \| \| 166 \| ↗196 \| ↗246 \| ↗270 \| ↗300 \| ↗486 \| ↘479 \| \| 2000 \| 2002 \| 2006 \| 2010[1] \| \| \| \| \| ↗489 \| ↘455 \| ↘431 \| ↘384 \| \| \| \| 100 200 300 400 500 1869 1990 2010 |      |      |      |      |      |      |
| 1869 | 1895 | 1904 | 1909 | 1926 | 1990 | 1995 |
| 166 | ↗196 | ↗246 | ↗270 | ↗300 | ↗486 | ↘479 |
| 2000 | 2002 | 2006 | 2010 |      |      |      |
| ↗489 | ↘455 | ↘431 | ↘384 |      |      |      |

Гендерный состав
По переписи населения 2010 года в селе проживает 384 человека, из которых 203 женщины и 181 мужчина.

## Достопримечательности
- Церковь Иоанна Предтечи (1849—1851) — не сохранившаяся деревянная церковь, первоначально Васильевская. Заложена 30 мая 1849 года, построена в 1851 году, освящена 23 июня 1851 года. Сооружена на средства помещика Х. Я. Лазарева. Закрыта 3 февраля 1938 г. В 1940—1943 гг. использовалась под здание клуба, с 1943 г. — под зерносклад. Передана верующим в 1991 году[16]. Ремонт церкви и первые богослужения начались еще в 1990 году. Однако 14 мая 1996 года она сгорела[14]. Липы вокруг храма до сих пор сохранили следы пожара. После этого церковь временно разместили в бывшем доме священника (после революции - начальная школа), которое к 2020 году стало аварийным. На месте церкви остался холм, поросший растительность. 7 июля 2001 года рядом установили поклонный крест.
- Мемориал павшим воинам ВОВ
- Памятник героям гражданской войны
- Памятник погибшему активисту советской власти А. М. Аликину

## Транспорт
Через село проходит автобусный маршрут № 747 Чермоз-Ильинский.

## Инфраструктура
В селе расположена средняя школа имени В. Ладыжникова (ныне в кирпичном здании 2000 г.), детский сад (деревянное здание 1960 г.), фельдшерско-акушерский пункт (1988 года), дом культуры (здание 1918 г.), библиотека, церковь, отделение связи (почта), несколько магазинов. Из предприятий сохранилась сельхозартель имени Аликина. Существует котельная на твердом топливе (обслуживает только школу) и две артезианские скважины, подающие воду в водоразборные колонки.
На момент 2010 года в селе находилось 152 единицы ИЖС.
В селе находятся улицы: ул. Аликина, ул. Т. Дураковой, ул. Заречная, ул. Ладыжникова, ул. Молодёжная, ул. Набережная, ул. Новая, ул. Полевая, ул. Советская, ул. Солнечная, ул. Трудовая, ул. Чермозская, ул. Юбилейная и один Зелёный переулок.